# Quikkit
QuikKit est une entreprise de construction aéronautique américaine. 
Département de Rainbow Flyers Inc, QuikKit a été créé en 1992 par Tom Scott à Dallas, Texas, pour commercialiser le Glass Goose, un amphibie dérivé de l'Aero Composites Sea Hawker dont Tom Scott a acheté les droits. 

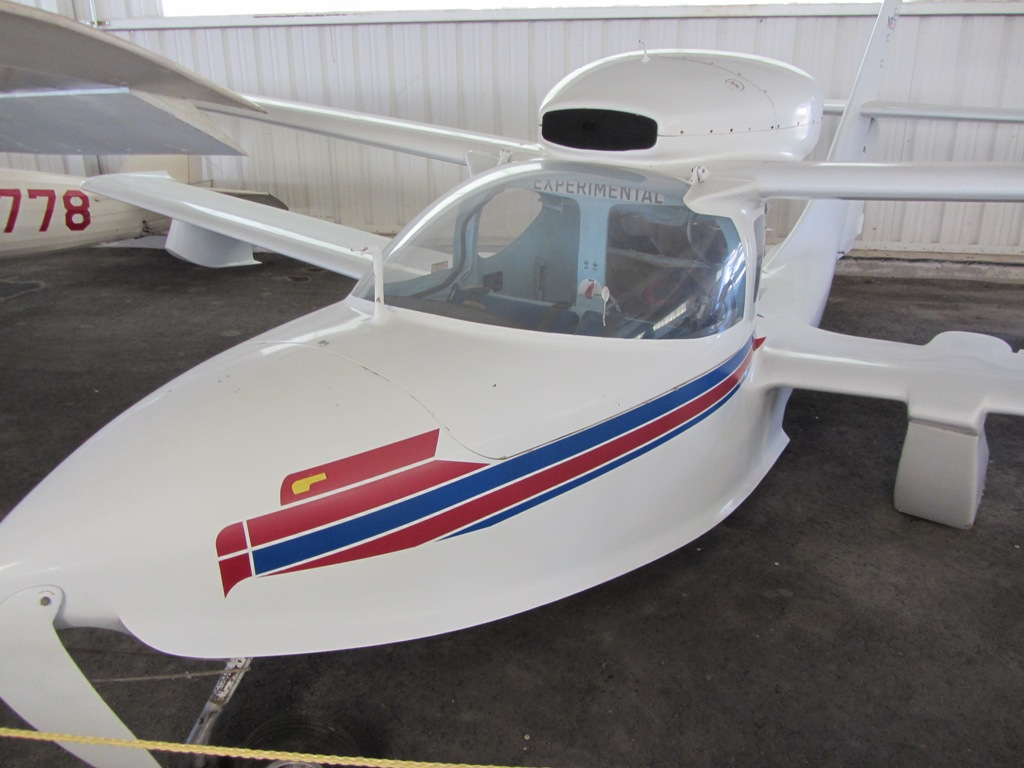
Aero Gare de QuikKit